# Colotois brevipennis
Colotois brevipennis là một loài bướm đêm trong họ Geometridae.